# Posądza (przystanek kolejowy)
Posądza – nieczynny przystanek osobowy kolei wąskotorowej (Świętokrzyska Kolej Dojazdowa) w Posądzy, w województwie małopolskim, w Polsce.